# Мікросорум
Мікросорум (Microsorum) — рід папоротей із родини Polypodiaceae, підродини Microsoroideae, згідно з класифікацією Pteridophyte Phylogeny Group 2016 року (PPG I)[джерело?]. Види тропічні. Як і більшість папоротей, вони ростуть з кореневищ, а не з коренів[джерело?]. У назві роду часто неправильно пишеться «Microsorium» або «Microsoreum»[джерело?]. Він включає деякі види, які є літофітними реофітами[джерело?].